# Bahía de San Miguel

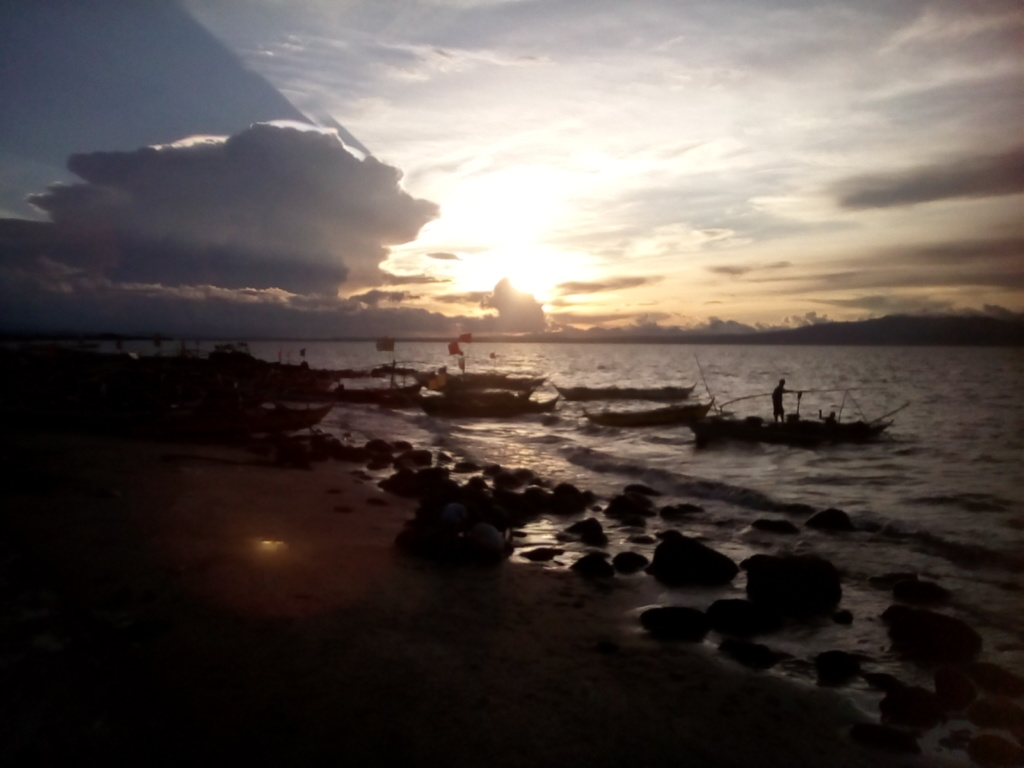
Bahía de San Miguel

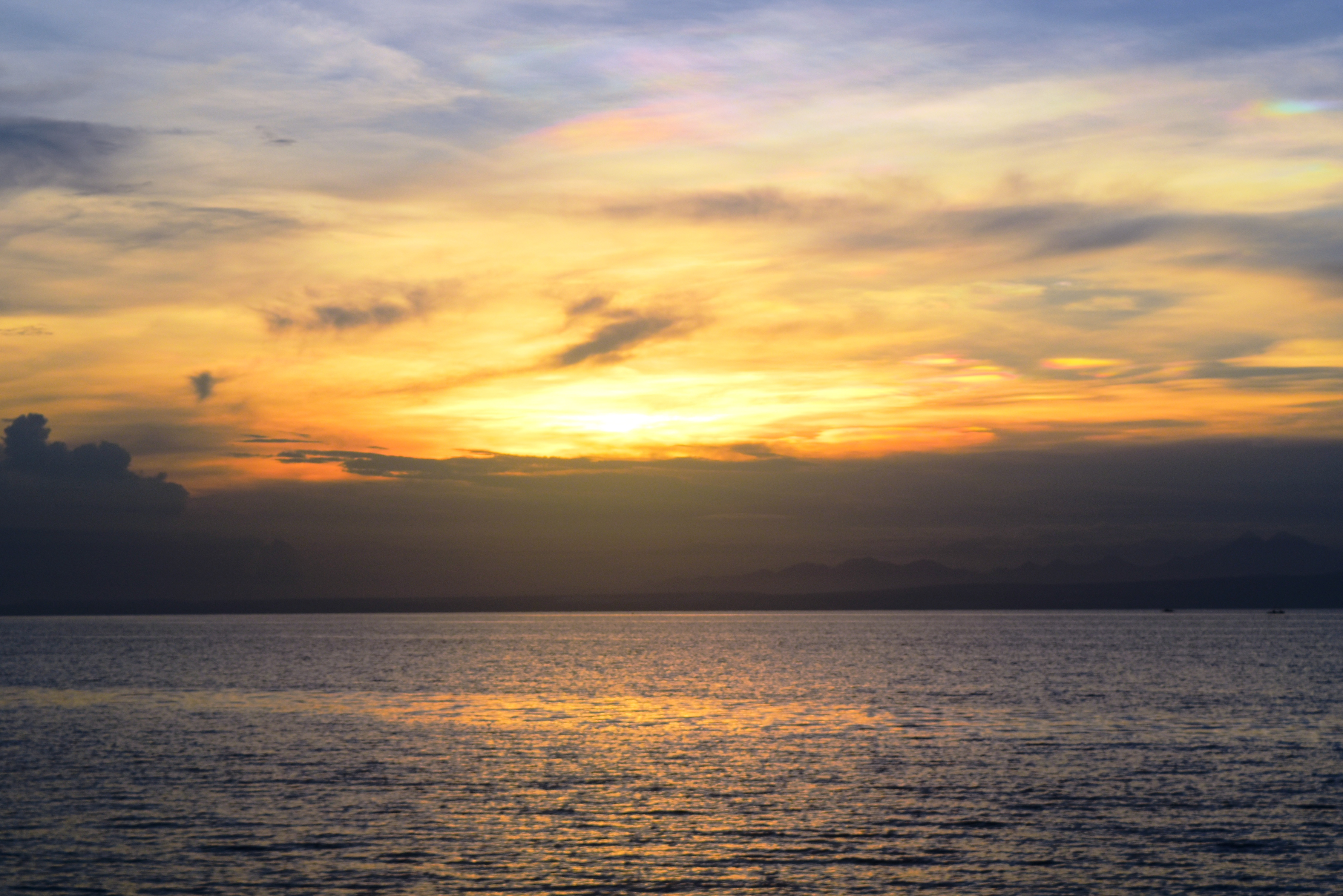
Bahía de San Miguel

Bahía de San Miguel es una gran bahía en la parte sur de la isla de Luzón, al norte del país asiático de Filipinas. En su parte norte se encuentra la Roca de Bicol (a 5 kilómetros), la isla de Cagblanaca (al noreste), la bahía de Siruma (hacia al norte) y las puntas de Quelun y Quejun.
Muy cerca al oeste se encuentra el Parque nacional de Bikol.